# Fatima (Vorname)
Fatima, auch Fātemeh, ist ein weiblicher Vorname.

## Herkunft und Bedeutung
Fatima, oder in exakter Umschrift Fāṭima (arabisch فاطمة) ist ein ursprünglich arabischer Name, der „Die entwöhnt (oder: entwöhnt hat)“ bedeutet. Üblicherweise wird er als muslimischer Vorname gebraucht nach Fāṭima Zahrā („Fatima, die Leuchtende“, „Strahlende“), der Tochter des islamischen Propheten Mohammed. Die türkische und aserbaidschanische Variante des Namens ist Fatma. Nordafrikanische Umschreibungen des Namens lassen auch oft die unbetonte zweite Silbe weg und übersetzen es romanisiert ebenfalls als Fatma; in Westafrika kommt die Form Fatou vor. Die persische Umschreibung ist Fatemeh und Faḍma auf Kabylisch bei den Berbern.
Der Name des portugiesischen Orts Fátima soll auf eine maurische Prinzessin zurückgehen, die diesen Namen trug. Nachdem es dort im Jahre 1917 zu Marienerscheinungen gekommen sein soll, wurde das Dorf zu einem beliebten Wallfahrtsort und die Erscheinung als Maria de Fátima bzw. Nossa Senhora de Fátima verehrt. Daraus entwickelte sich auf der Iberischen Halbinsel und im iberoromanischen Sprachraum insgesamt ein beliebter weiblicher Vorname, in der Regel in Verknüpfung mit dem Vornamen Maria (also portugiesisch Maria Fátima, spanisch María Fátima, katalanisch Maria Fàtima), ähnlich wie der Name des französischen Wallfahrtsorts Lourdes auch erst nach den dortigen Marienerscheinungen zu einem weiblichen Vornamen im spanischsprachigen Raum wurde.
Der Nachname Mǎ (馬) ist ein verbreiteter Vorname unter chinesischen Muslimen und gilt als Ableitung des Namens Fatima.

## Namensträgerinnen
Früher Islam
- Fatima bint Muhammad (606–632), der Name der wichtigsten Tochter des islamischen Propheten Mohammed
- Fātima bint Mūsā (790–817), der Name der bedeutendsten Heiligen in Iran

Fatima
- Fatima Adoum (* 1969), französische Schauspielerin mit algerischen und spanischen Wurzeln
- Fatima Bhutto (* 1982), pakistanische Journalistin und Schriftstellerin
- Fatima Maada Bio (* 1980), gambisch-sierra-leonische Schauspielerin und seit Anfang April 2018 First Lady von Sierra Leone
- Fatima Daas (* 1995e), Pseudonym einer französischen Schriftstellerin
- Fatima Ferreira (* 1959), brasilianische Allergologin, seit 2006 Leiterin des Christian-Doppler-Labors an der Universität Salzburg
- Fatima Grimm (1934–2013), deutsche Übersetzerin, Autorin und Referentin zum Thema Islam
- Fatima Ahmed Ibrahim (1934–2017), sudanesische Menschenrechtlerin, Frauenrechtlerin und kommunistische Parteiaktivistin
- Fatima Jibrell (* um 1950), somalische Umweltschützerin, Gründerin der Umwelt- und Entwicklungsorganisation Horn Relief
- Fatima Meer (1928–2010), südafrikanische Soziologin, Autorin, Menschenrechts- und Antiapartheids-Aktivistin
- Fatima Mernissi (1940–2015), marokkanische Soziologin und Autorin
- Fatima Moreira de Melo (* 1978), ehemalige niederländische Hockeyspielerin und heutige Moderatorin und Pokerspielerin
- Fatima Al Qadiri (* 1981), kuwaitische Musikerin und Konzeptkünstlerin
- Fatima el-Sharif (1911–2009), von 1951 bis 1969 Königin von Libyen
- Fatima Djibo Sidikou, nigrische Diplomatin
- Fatima El-Tayeb (* 1966), deutsche Historikerin und Drehbuchautorin
- Fatima Whitbread (* 1961), britische Leichtathletin in der Disziplin Speerwurf, Welt- und Europameisterin sowie Olympiateilnehmerin
- Fatima Yusuf (* 1971), nigerianische Leichtathletin

Fátima
- Fátima Báñez (* 1967), spanische Politikerin (Partido Popular)
- Fátima Diame (* 1996), spanische Weit- und Dreispringerin
- Fátima Flórez (* 1978), argentinische Schauspielerin und Comedienne
- Fátima Gálvez (* 1987), spanische Sportschützin
- Fátima Langa (1953–2017), mosambikanische Schriftstellerin
- Fátima Lopes (* 1965), portugiesische Modedesignerin
- Fátima Quintas (* 1944), brasilianische Anthropologin, Autorin und Cronista
- Fátima Rodríguez (* 1961), galicische Schriftstellerin und Übersetzerin
- Fátima Djarra Sani (* 1968), guinea-bissauische Feministin
- Fátima Silva (* 1970), portugiesische Langstreckenläuferin (Marathondistanz)

Fātemeh
- Fatemeh Karroubi (* 1949), iranische Politikerin
- Fatemeh Mahdavian (* 1970), iranische Grasskiläuferin
- Fatemeh Motamed-Aria (* 1961), iranische Schauspielerin
- Fatemeh Pahlavi (1928–1987), iranische Unternehmerin und Mitglied der Pahlavi-Dynastie
- Fatemeh Rahbar (* 1964 oder 1965; † 2020), iranische Politikerin

vulgo
- Fatima alias Maria Aurora Spiegel, eine der Mätressen des polnischen Königs August II. und Mutter zweier seiner Kinder